# P-66 (航空機)
P-66 ヴァンガード
P-66 ヴァンガード
- 用途：戦闘機
- 設計者：リチャード・W・パルマー
- 製造者：バルティ社
- 運用者：

  -  アメリカ合衆国（アメリカ陸軍航空軍）
  -  イギリス（イギリス空軍）
  -  中華民国（中華民国空軍）
- 初飛行：1939年9月8日
- 生産数：146機（試作機含む）[1]
- 生産開始：1940年10月
- 運用開始：1941年
- 退役：1943年（アメリカ）
- 運用状況：退役

P-66 ヴァンガード（P-66 Vanguard）はアメリカ合衆国のバルティ社が第二次世界大戦直前から初頭にかけて開発・製造した戦闘機である。

## 開発
1939年にバルティ社は、H-1Bの設計も行なったリチャード・W・パルマーを主任設計者に、社内名称モデル48と呼ばれる輸出向け単座戦闘機の開発を開始した。この機体は、P&W R-1800-33空冷二重星型エンジンを搭載しながら、液冷エンジン搭載機のように絞り込んだ機首を持ち、機首と一体になる鋭角のプロペラスピナーを有していた。機首下面の空気取り入れ口を引き込み式にして空気抵抗を減らすことで速度上昇を狙っていた。
試作1号機は1939年9月8日に初飛行したが、エンジンの冷却不足が著しく、試験飛行すらままならない上に、プロペラシャフトが長いため重量過大や振動に悩まされた。バルティ社は、空気取り入れ口の拡大や固定化などを図ったが根本的な解決にならず、速度面でも思った程の向上は見られなかった。折りしも、この機体にスウェーデン政府が興味を示したため、バルティ社では結局通常の機首形態に戻し、出力を多少向上させたエンジンを搭載した社内名称V-48Cを1940年に完成させた。スウェーデン政府は、V-48を空軍名称J10として採用し、144機を発注した。この発注に伴い、尾翼の拡大や主翼上反角の増加などの小改良を加え、1940年10月から生産を開始、1941年9月までに受注分が全機完成した。

## 配備
しかしその頃、アメリカ政府は交戦中の国家への武器輸出を定めたレンドリース法を制定したため、中立国であるスウェーデンへの武器輸出は禁止されてしまった。宙に浮いた形となったV-48の内、129機をイギリスを経由してカナダにレンドリース機として供与することになった。この時にイギリス側からヴァンガードの愛称が与えられた。
カナダでは高等訓練に用いられる予定であったが、引き取り先が決まったのもつかの間、今度はイギリスがこれらの機体を日本軍との戦闘で苦戦する中華民国に全機供与することを決めてしまった。そこでアメリカ側ではV-48をP-66と改名し、1941年から順次カリフォルニアやニューヨークから中国へ向けて船積みされた。しかし、その間に日本軍による真珠湾攻撃が勃発したため、カリフォルニアから中国へ輸送される予定だった機体の内約4～50機は、そのままアメリカ陸軍航空隊第14追撃飛行隊に配備、手薄となったカリフォルニア南部での防空任務に就いた。
P-66は実質、高等練習機として運用され、操縦性良好という一定の評価を得た。しかし、重心が高いために地上滑走中にスピンする癖があり、15機がその事故で失われた。いずれにせよ、P-66はあくまでも西海岸に新型戦闘機が配備されるまでの繋ぎとしての機体であったため、実戦を経験することなく、1942年2月には高性能戦闘機と代わって全機退役し、8月までに梱包された状態で、当初の供与先である中華民国へと船積みされていった。
中国へ供与された機体のほとんどは、カラチで陸揚げされて組み立てられた上でフェリーされた。しかし、輸送途中の事故で失われた機体や、インドでの訓練中に失われた機体が多く、実際に国民革命軍が受領した機体は少数だった。中華民国では、昆明の第23戦闘集団第17戦闘飛行隊など複数の戦闘機部隊に配備された。実戦においては日本軍の機体とも戦火を交えたといわれるが、機体数の少なさに加えて、ここでも地上滑走中のスピンによる喪失が相次ぎ、また大半の機体が駐機中に日本軍の空襲で失われたこともあって、ほとんど戦力にならずそのまま退役していった。
当時、交戦国であった日本にも本機の情報は伝わっており、「ヴァルティー・ヴァンガード」の名で3面図が紹介されていた。また、外観が隼や零戦に酷似していたため、アメリカ軍パイロットの中には零戦をP-66のコピーだと見くびっていた者もおり、逆に中国大陸ではP-66が隼や零戦と間違えられて、味方の対空砲火に撃墜されることもあったという。

## スペック
- 全長：8.63 m
- 全高：2.87 m
- 全幅：10.97 m
- 翼面積：18.3 m2
- 自重：2,376 kg
- 全備重量：3,221 kg

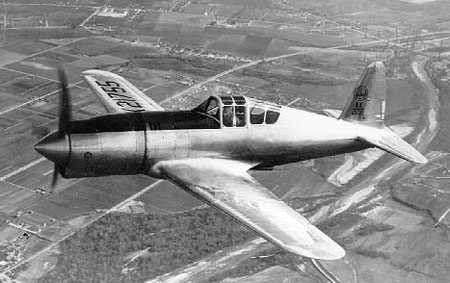
試験飛行中のモデル48。空冷エンジンにもかかわらず、空気抵抗軽減を狙った細長い機首が特徴

- エンジン：P&W R-1800-33 空冷星型14気筒 1,200hp
- 最大速度：547 km/h
- 航続距離：1,368 km（正規）
- 実用上昇限度：8,595 m
- 乗員:1名
- 武装：
  - 12.7mm機関銃 × 2（主翼）
  - 7.62mm機関銃 × 4（機首）
  - 爆弾（搭載量不明）